# Guysborough (municipal district)
Guysborough, Municipality of the District of Guysborough – jednostka samorządowa (municipal district) w kanadyjskiej prowincji Nowa Szkocja powstała 17 kwietnia 1879 na bazie terenów w hrabstwie Guysborough nie należących do utworzonego w 1840 dystryktu St. Mary’s, jednostka podziału statystycznego (census subdivision). Według spisu powszechnego z 2016 obszar municipal district to: 2116,86 km², a zamieszkiwało wówczas ten obszar 4670 osób (gęstość zaludnienia 2,2 os./km²).